# Anneslia seleri
Anneslia seleri là một loài thực vật có hoa trong họ Đậu. Loài này được (Harms) Britton & Rose mô tả khoa học đầu tiên năm 1928.